# Mwene-Ditu
Pour les articles homonymes, voir Mwene-Ditu (homonymie).
Mwene-Ditu est une ville de la province de Lomami en république démocratique du Congo.

## Géographie
La ville est située sur la route nationale RN 1 à 216 km au sud-ouest du chef-lieu provincial Kabinda.

## Histoire
Mwene-Ditu bénéficie depuis l'époque coloniale de sa situation sur la ligne de chemin de fer de la compagnie du chemin de fer du bas-Congo au Katanga (BCK).
Elle a acquis le statut officiel de ville en 2003 au même moment que la ville de Tshikapa. À l'époque, le « territoire de Mwene-Ditu » était appelé « territoire de Luilu ».
L'ordonnance portant nomination de ville a été promulguée par l'ancien président du Zaïre, Mobutu.

## Administration
La localité a le statut de ville. Elle est constituée de 3 communes urbaines de moins de 80 000 électeurs en 2019 dont:
- Bondoyi, (7 conseillers municipaux)
- Musadi, (7 conseillers municipaux)
- Mwene-Ditu, (7 conseillers municipaux)

## Population
La ville a largement grandi en 1992 avec l'arrivée de Kasaïens expulsés du Katanga. Elle est parmi les 9 villes socio-économiques de la république démocratique du Congo. Ces 9 villes sont: Baraka , Bandundu, Beni, Boma, Butembo, Likasi, Mwene-Ditu, Uvira, et Zongo.
Le recensement de la population date de 1984, l'accroissement annuel est estimé à 1,71,.
| 1984   | 2004    | 2012    |
| ------ | ------- | ------- |
| 94 560 | 170 786 | 195 622 |

## Éducation
- Institut Superieur Pédagogique de Mwene-Ditu est la plus ancienne de la ville[réf. nécessaire] .
- L'université de Mwene-Ditu a été créée en 2011.
- Université Morave au congo
- Lycée Notre Dame de la Jeunesse.
- Institut SEFAMU.

## Environnement
La population de Mwene-Ditu travail ou participe depuis quelque temps au développement de sa ville. L’initiative est du CAJOM et de l’ASED, deux Associations Sans But Lucratif. Une action saluée par les habitants de cette ville.
Dans la Ville de Mwene-Ditu, la saison pluvieuse est chaud, oppressant et couvert et la saison sèche est très chaud et partiellement nuageux. Au cours de l'année, la température varie généralement de 14 °C à 32 °C et est rarement inférieure à 12 °C ou supérieure à 35 °C .
En fonction du score touristique, le meilleur moment de l'année pour visiter Mwene-Ditu pour les activités estivales est de fin mai à début août .
L'activité économique de la population locale est dominée par les mines et le commerce exercé par les Nande venus du Nord-Kivu.